# Guatteria olivacea
Guatteria olivacea är en kirimojaväxtart som beskrevs av Robert Elias Fries. Guatteria olivacea ingår i släktet Guatteria och familjen kirimojaväxter. Inga underarter finns listade i Catalogue of Life.